# 韦尔沃 (意大利)
韦尔沃（義大利語：Vervò），是意大利特伦托自治省的一个市镇。总面积15.2平方公里，人口707人，人口密度46.5人/平方公里（2009年）。ISTAT代码为022214。